# Siège du château de Minowa
Le siège du château de Minowa de 1556 est une des nombreuses batailles menées par le clan Takeda dans ses campagnes pour s'emparer des terres du clan Uesugi au cours de l'époque Sengoku de l'histoire du Japon. Après une période d'intense combat au corps à corps, Nagano Narimori, le seigneur du château de Minowa, est tué et le château tombe.
Quelques années auparavant, Nagano Narimasa, seigneur du château de Minowa et fidèle vassal des Uesugi, est mort. Afin de protéger la région contre les déprédations des Takeda, la famille Nagano garde secrète sa mort jusqu'à ce que son héritier puisse s'installer au pouvoir. Les Takeda attaquent en 1566 et sont tenus en échec pendant un temps, tandis que le jeune héritier, Nagano Narimori et le célèbre épéiste Kamiizumi Hidetsuna, dirigent la défense. D'intenses combats amènent finalement Hidetsuna à lancer une charge audacieuse sur le château, assaut couronné de succès. Cependant, Narimori est tué peu de temps après et la défense s'effondre.

## Source de la traduction
- (en) Cet article est partiellement ou en totalité issu de l’article de Wikipédia en anglais intitulé « Siege of Minowa » (voir la liste des auteurs).